# 张元富
张元富（1951年—），汉族，中华人民共和国政治人物、第十一届全国政协委员。
加入中国共产党，担任吉林省长春市政协主席。2008年，当选第十一届全国政协委员，代表特别邀请人士，分入第五十八组。